# Waves (album des Devlins)
Pour les articles homonymes, voir Waves.
Albums de The Devlins
Consent
(2002)
Waves est le titre du quatrième album du groupe The Devlins.

## Liste des chansons

### CD
1. "Everything Comes Around"
2. "Sunrise"
3. "Careless Love"
4. "Someday"
5. "Lazarus"
6. "Don't Let It Break Your Heart"
7. "Feel It When You're Gone"
8. "Coming Alive"
9. "Headstrong"
10. "Waves"